# Euriphene trioculata
Euriphene trioculata är en fjärilsart som beskrevs av Talbot 1927. Euriphene trioculata ingår i släktet Euriphene och familjen praktfjärilar. Inga underarter finns listade i Catalogue of Life.